# Kirchberg (Niedenstein)
Kirchberg ist ein Stadtteil von Niedenstein im nordhessischen Schwalm-Eder-Kreis.

## Geographische Lage

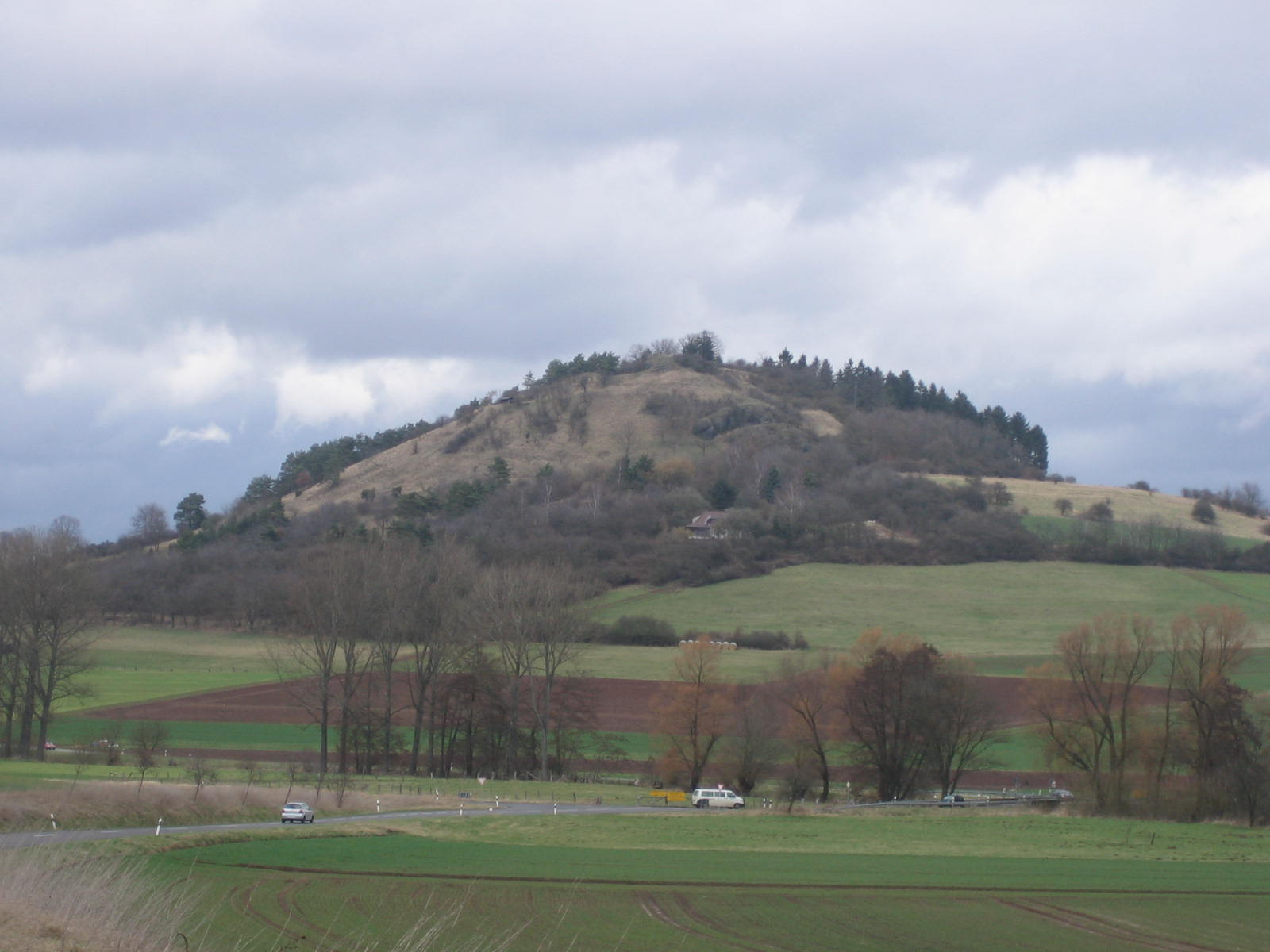
Der Wartberg

Kirchberg liegt rund 4 km südsüdwestlich der Kernstadt Niedenstein am Südrand des Naturparks Habichtswald. Es befindet sich direkt westlich und nördlich des Wartberges, dem Hauptfundort der Wartberg-Kultur. Im Dorf münden die von Ostnordosten kommende Matzoff und der von Westen kommende Sombach in die Ems.
Die Gemarkung des Dorfs umfasst 893 Hektar, wovon 140 Hektar Wald sind.
Die Kreisstraßen K79 von Wichdorf im Norden nach Wehren im Süden, K82 von Riede im Nordwesten, K 83 von Gleichen im Ostsüdosten und K84 von Metze im Nordosten treffen im Dorf aufeinander.

## Geschichte
Ortsgeschichte
In der Nähe des heutigen Dorfs befand sich offensichtlich bereits lange vor seiner schriftlichen Ersterwähnung eine Siedlung. Unter dem ältesten Kirchenbau am Ostrand des Dorfs fand man ein frühmittelalterliches Gräberfeld, wohl aus der Zeit um 700, mit teilweise sehr reicher Grabausstattung. Etwa 1 km nordwestlich wurde auf dem linken Ufer der Ems Siedlungskeramik aus der Karolingerzeit gefunden. Und rund 0,5 km nordwestlich von Kirchberg stieß man auf Keramikfunde, die von der römischen Kaiserzeit bis in die Karolingerzeit reichen.
Im Jahr 1019 wurde der Ort dann als „villa“ mit einer „capella“ erstmals in einem Jahrbuch des Klosters Corvey erwähnt, als der Wanderprediger Heimerad nach dem Verdacht eines Kirchenraubes von den Bauern aus Kirchberg verjagt wurde. Der Ort war Besitz der Abtei Hersfeld. 1064 übertrug König Heinrich IV. Kirchberg an den niederhessischen Gaugrafen Werner III. von Maden (von Grüningen), worin die Abtei Hersfeld allerdings eine Entfremdung ihres Besitzes sah. Nach der Erschlagung Werners im Jahre 1065 kam der Ort mit der gesamten Grafschaft an seinen Sohn Werner IV., der 1066 das Dorf wieder an das Kloster zurückgab. In der Folgezeit hatten das Petristift in Fritzlar (1209, 1275, 1310), der Deutsche Orden (1290) und das von Werner IV. gestiftete Kloster Breitenau (1339, 1368) im Ort Einkünfte oder Grundbesitz. Im Jahre 1313 erhielt der Ritter Otto Hund den Ort als Lehen vom Kloster Hersfeld. Neben den Hund waren weitere adelige Grundbesitzer im Ort deren enge Verwandte, die von Holzhausen, aber auch die von Heyne (1428 belegt) und die von Falkenberg (1477–1554 belegt). 1354 und 1402 verkauften die von Holzhausen Einkünfte aus dem Dorf. Nach Streitigkeiten im Jahr 1430 zwischen den Familien Hund, Dalwigk und Holzhausen wurden die Hund bis 1618 vom Stift Hersfeld mit dem Dorf belehnt. Ab 1497 hatten sie auch die Hohe und Niedere Gerichtsbarkeit im Ort inne. 1522 wurde Kirchberg Eigendorf der Familie Hund.
Mit der Einführung der Reformation in der Landgrafschaft Hessen 1526 wurde auch Kirchberg evangelisch. Spätestens ab 1569 erhielt der Landgraf aus dem Dorf Rauchhühner und Hofschilling. Die Hohe Gerichtsbarkeit wechselte 1575 an das landgräfliche Amt Gudensberg, und 1585 ging auch die Niedere Gerichtsbarkeit von den Hund wieder an den Landgrafen. Nach dem Aussterben der Hund 1660 mit Caspar Hund belehnte Landgraf Wilhelm V. dessen Schwiegersohn Carl von Buttlar zu Elberberg (1623–1688), der 1646 Clara Anna Hund geheiratet hatte, mit den Hersfelder Lehnsgütern in Kirchberg; diese Belehnungen wurden bis 1822 erneuert. 1631 zogen Truppen des kaiserlichen Heerführers Tilly, geschlagen aus der Schlacht bei Breitenfeld kommend, durch Kirchberg und zerstörten es nahezu vollständig. 1682 erhielten die Herren von Buttlar die niedere Gerichtsbarkeit im Dorf. 1832 erfolgte die endgültige Ablösung des Zehnten. Über die Allodialgüter zu Elben, Elberberg mit Waldhof, Kirchberg und Riede errichteten die Buttlar 1826 ein Familienfideikommiss. 1852 wurden ihre ehemaligen Lehensgüter zu Elberberg, Kirchberg und Ziegenhagen dem Familienfideikommiss zugeteilt, der 1926 durch eine Familienstiftung ersetzt wurde. Nach Auflösung der Stiftung 1955 wurden die land- und forstwirtschaftlichen Besitzungen zu Elberberg, Waldhof, Riede und Glashütte Ziegenhagen unter die Genußberechtigten real geteilt; das Gut in Kirchberg war bereits 1941 an die Stadt Kassel verkauft worden.

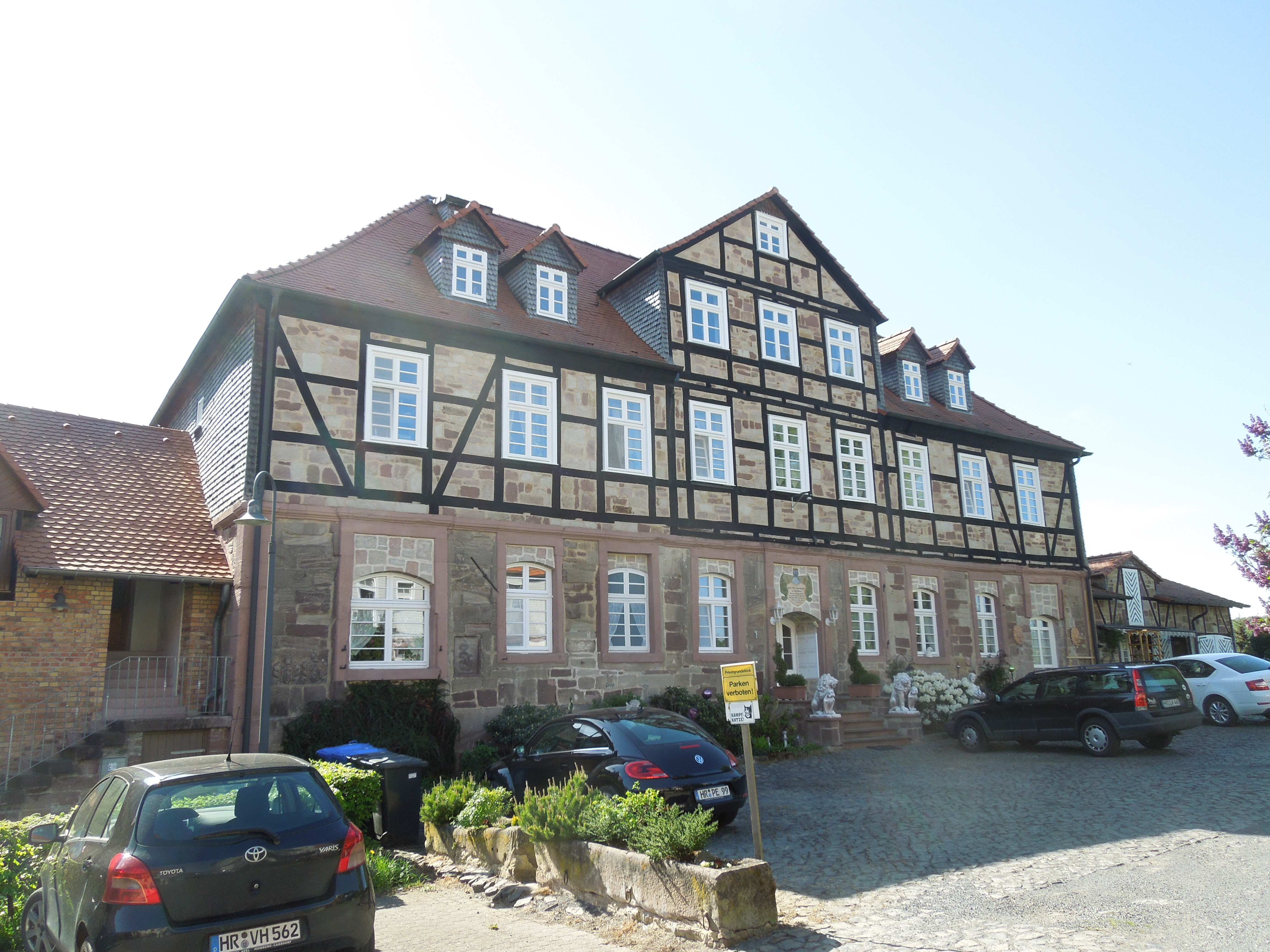
Das alte Herrenhaus der Familie Hund, Ostseite
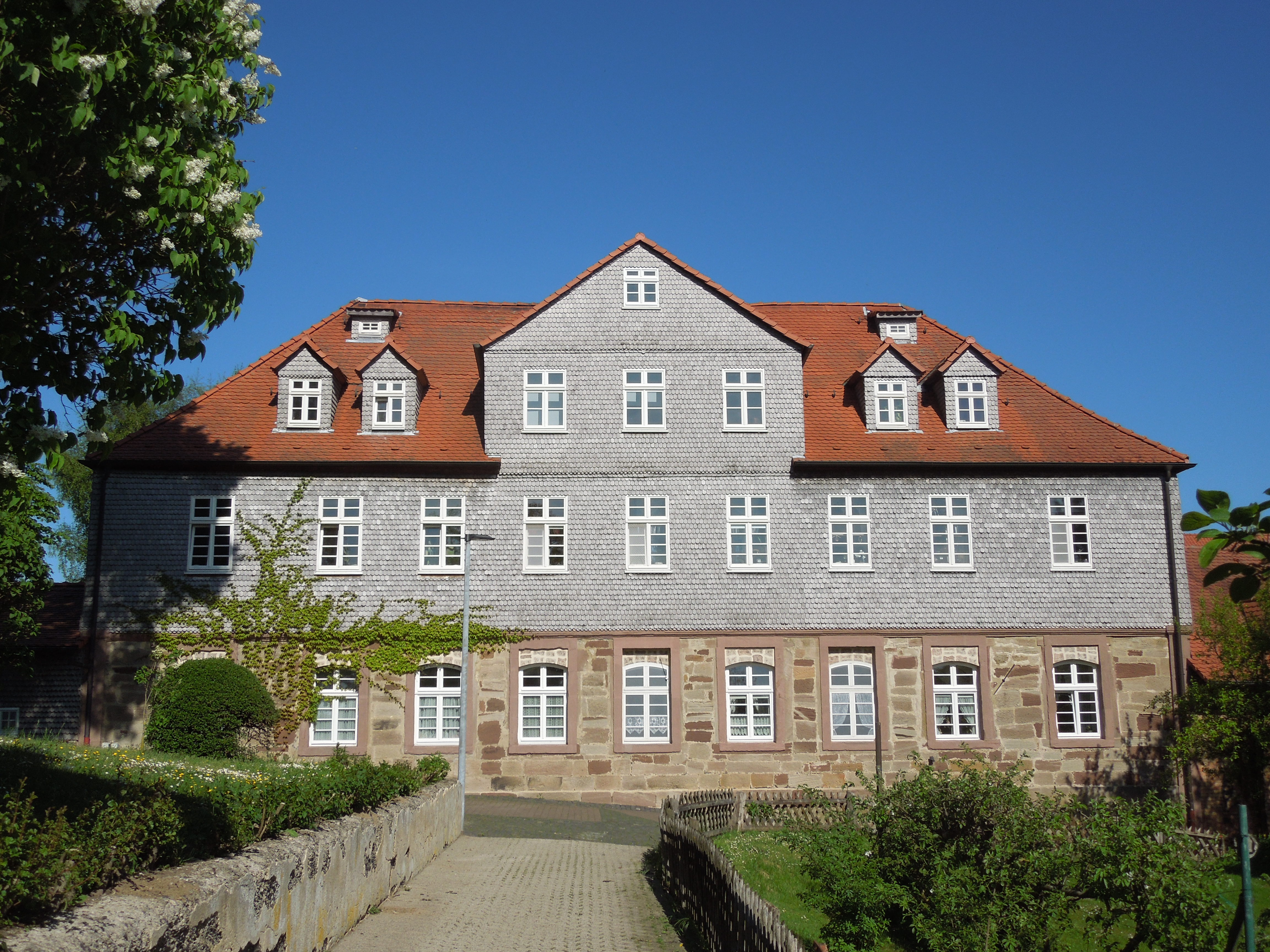
Das alte Herrenhaus, Westseite
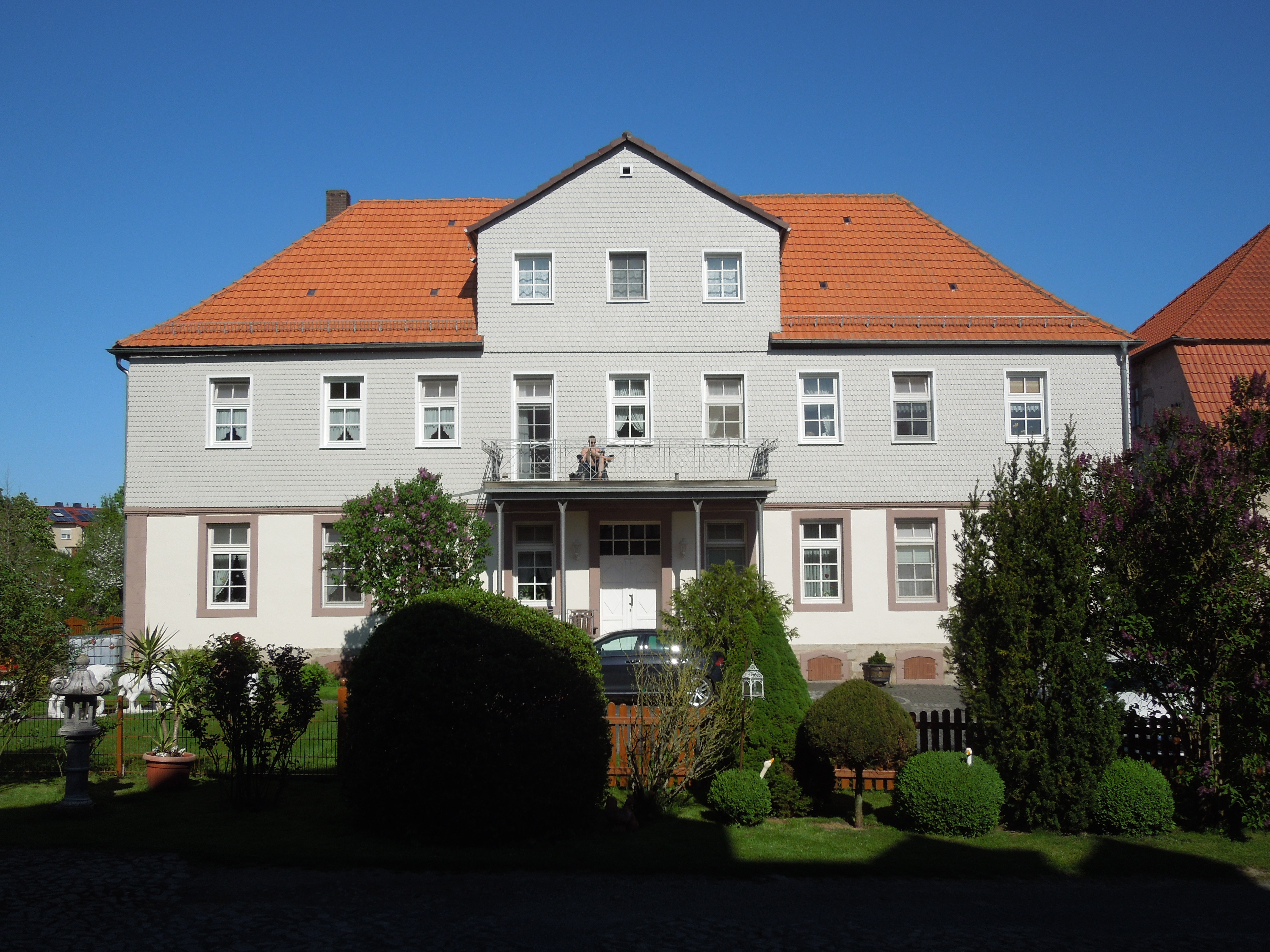
Das neue Herrenhaus (gegenüber dem alten Herrenhaus), Westseite
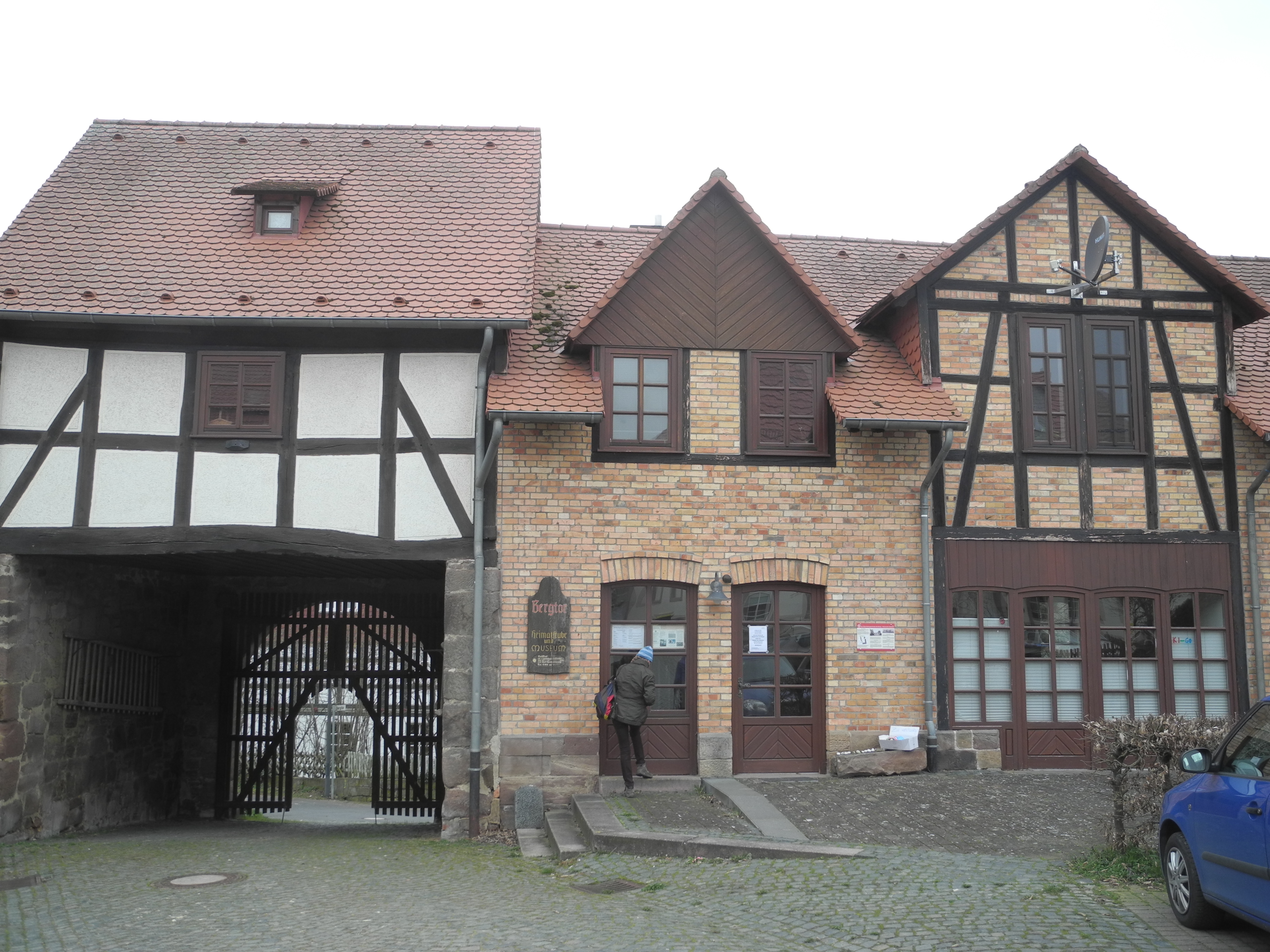
Bergtor und Heimatmuseum
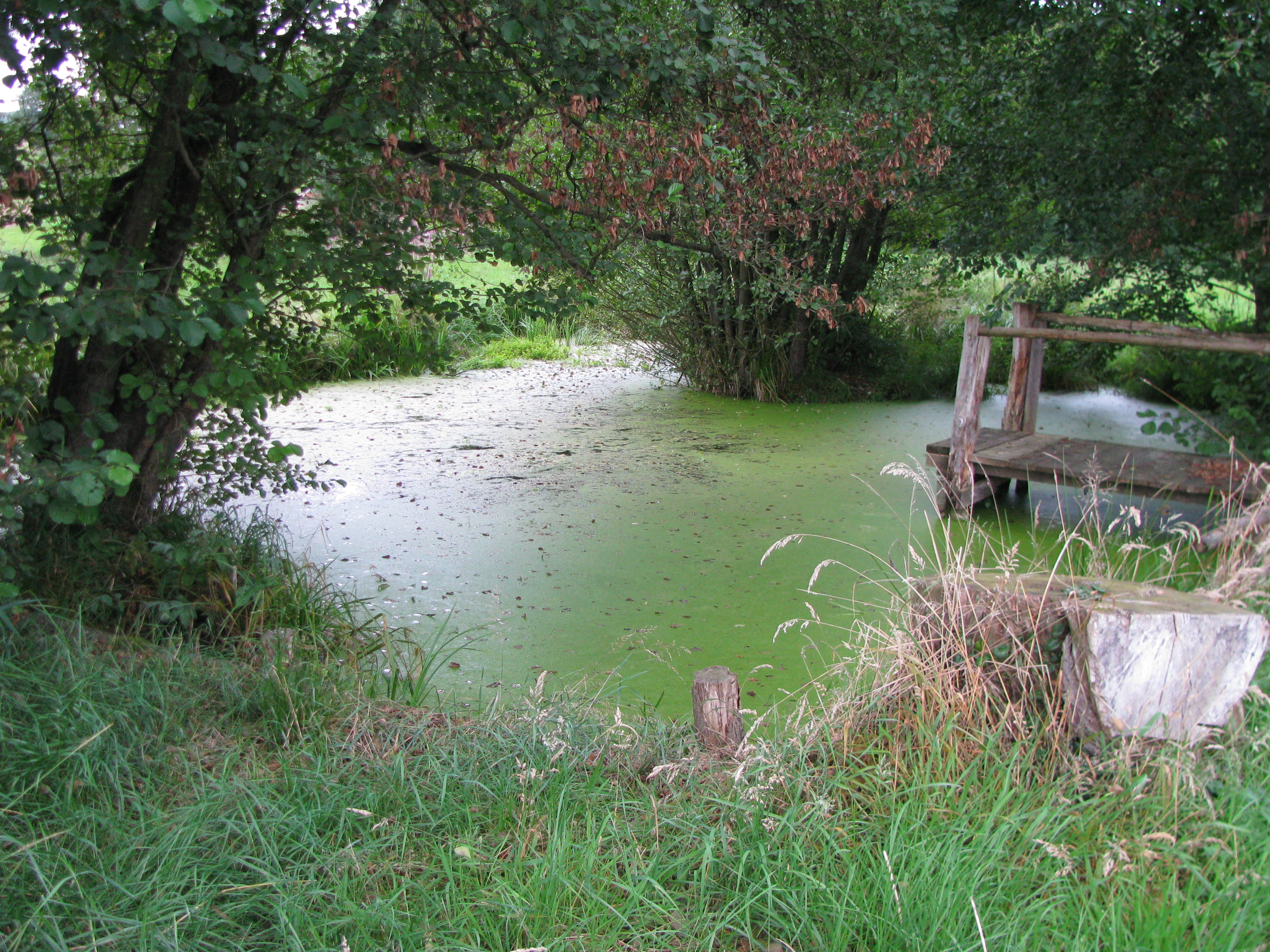
Der Kischenborn

Ab 1814 gehörte der Ort zum Kreis Fritzlar, ab 1932 zum Kreis Fritzlar-Homberg, ab 1939 zum Landkreis Fritzlar-Homberg und ab 1974 zum heutigen Schwalm-Eder-Kreis.
Hessische Gebietsreform (1970–1977)
Im Zuge der Gebietsreform in Hessen wurde die bis dahin selbständige Gemeinde Kirchberg zum 31. Dezember 1971 auf freiwilliger Basis in die Stadt Niedenstein eingemeindet. Für alle durch die Gebietsreform eingegliederten Gemeinden sowie die Kernstadt wurde je ein Ortsbezirk mit Ortsbeirat und Ortsvorsteher nach der Hessischen Gemeindeordnung eingerichtet.

## Bevölkerung
Einwohnerstruktur 2011
Nach den Erhebungen des Zensus 2011 lebten am Stichtag, dem 9. Mai 2011, in Kirchberg 774 Einwohner. Darunter waren 6 (0,8 %) Ausländer. Nach dem Lebensalter waren 114 Einwohner unter 18 Jahren, 315 zwischen 18 und 49, 171 zwischen 50 und 64 und 174 Einwohner waren 65 und älter. Die Einwohner lebten in 318 Haushalten. Davon waren 57 Singlehaushalte, 111 Paare ohne Kinder und 114 Paare mit Kindern, sowie 33 Alleinerziehende und 6 Wohngemeinschaften. In 69 Haushalten lebten ausschließlich Senioren und in 201 Haushaltungen lebten keine Senioren.
Einwohnerentwicklung
| Quelle: Historisches Ortslexikon |                            |
| • 1575/85:                       | 66 Hausgesesse             |
| • 1631:                          | 62 Familien                |
| • 1682:                          | 66 Hausgesesse             |
| • 1735:                          | 70 Mannschaften            |
| • 1742/47:                       | 74 Häuser bzw. Hausgesesse |

| Kirchberg: Einwohnerzahlen von 1834 bis 2020 | Kirchberg: Einwohnerzahlen von 1834 bis 2020 | Kirchberg: Einwohnerzahlen von 1834 bis 2020 | Kirchberg: Einwohnerzahlen von 1834 bis 2020 | Kirchberg: Einwohnerzahlen von 1834 bis 2020 |
| --- | -------------------------------------------- | -------------------------------------------- | -------------------------------------------- | -------------------------------------------- |
| Jahr |                                              |                                              |                                              | Einwohner                                    |
| 1834 | 1834                                         |                                              | 671                                          | 671                                          |
| 1840 | 1840                                         |                                              | 705                                          | 705                                          |
| 1846 | 1846                                         |                                              | 764                                          | 764                                          |
| 1852 | 1852                                         |                                              | 762                                          | 762                                          |
| 1858 | 1858                                         |                                              | 703                                          | 703                                          |
| 1864 | 1864                                         |                                              | 742                                          | 742                                          |
| 1871 | 1871                                         |                                              | 710                                          | 710                                          |
| 1875 | 1875                                         |                                              | 734                                          | 734                                          |
| 1885 | 1885                                         |                                              | 722                                          | 722                                          |
| 1895 | 1895                                         |                                              | 684                                          | 684                                          |
| 1905 | 1905                                         |                                              | 676                                          | 676                                          |
| 1910 | 1910                                         |                                              | 683                                          | 683                                          |
| 1925 | 1925                                         |                                              | 620                                          | 620                                          |
| 1939 | 1939                                         |                                              | 630                                          | 630                                          |
| 1946 | 1946                                         |                                              | 962                                          | 962                                          |
| 1950 | 1950                                         |                                              | 893                                          | 893                                          |
| 1956 | 1956                                         |                                              | 753                                          | 753                                          |
| 1961 | 1961                                         |                                              | 711                                          | 711                                          |
| 1967 | 1967                                         |                                              | 751                                          | 751                                          |
| 1980 | 1980                                         |                                              | ?                                            | ?                                            |
| 1990 | 1990                                         |                                              | ?                                            | ?                                            |
| 2000 | 2000                                         |                                              | ?                                            | ?                                            |
| 2011 | 2011                                         |                                              | 774                                          | 774                                          |
| 2020 | 2020                                         |                                              | 700                                          | 700                                          |
| Datenquelle: Historisches Gemeindeverzeichnis für Hessen: Die Bevölkerung der Gemeinden 1834 bis 1967. Wiesbaden: Hessisches Statistisches Landesamt, 1968. Weitere Quellen: LAGIS; Stadt Gudensberg; Zensus 2011 |                                              |                                              |                                              |                                              |

Historische Religionszugehörigkeit
| Quelle: Historisches Ortslexikon |                                                                   |
| • 1861:                          | 714 evangelisch-reformiert, 12 jüdische Einwohner                 |
| • 1885:                          | 702 evangelische (= 97,23 %), 12 jüdische (= 2,77 %) Einwohner    |
| • 1961:                          | 634 evangelische (= 89,17 %), 70 katholische (= 9,85 %) Einwohner |

Historische Erwerbstätigkeit
| • 1961 | Erwerbspersonen: 1162 Land- und Forstwirtschaft, 143 Produzierendes Gewerbe, 44 Handel und Verkehr, 23 Dienstleistungen und Sonstiges |

## Politik
Der Ortsbezirk Kirchberg umfasst das Gebiet der ehemaligen Gemarkung Kirchberg. Der Ortsbeirat besteht aus neun Mitgliedern. Bei der Kommunalwahl 2021 betrug die Wahlbeteiligung zur Wahl des Ortsbeirats 67,38 %. Dabei wurden gewählt: drei Mitglieder der SPD, zwei Mitglieder der CDU, ein Mitglied des Bündnis 90/Die Grünen und drei Mitglieder der „Freien Wählergemeinschaft Niedenstein“. Der Ortsbeirat wählte Manuela Pötschke zur Ortsvorsteherin.

## Kirche

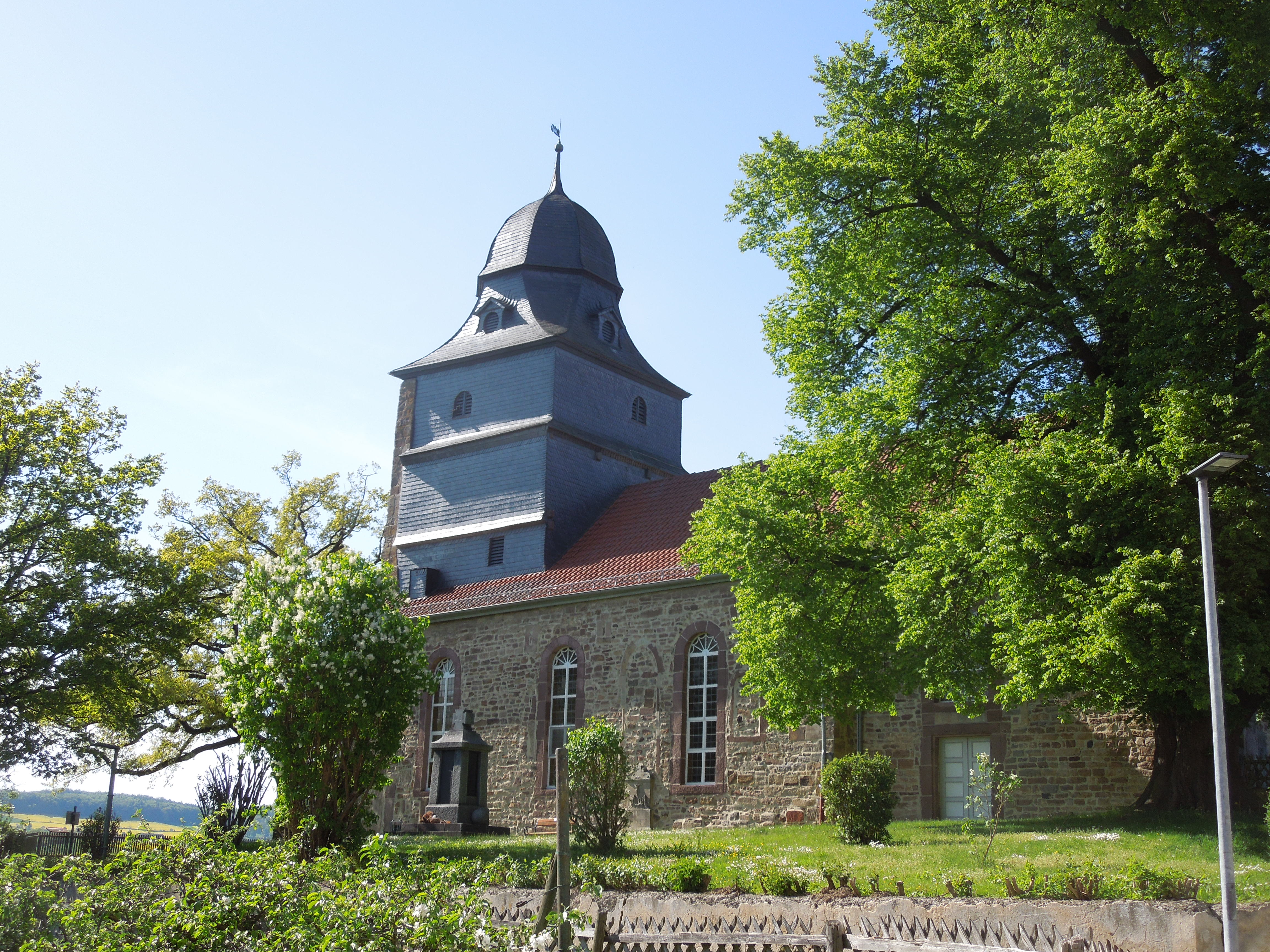
Die evangelische Kirche

Bereits 1019 wird eine Kapelle erwähnt, 1326 ein Vizepleban und 1339 ein Pleban.
Die heutige Kirche, neben dem alten Herrenhaus auf einer steilen Anhöhe über dem Dorf, geht in ihrem Bestand etwa auf das Jahr 1344 zurück, als von einer Kirche und einem befestigten Kirchhof berichtet wurde. Ältester Teil ist der Chorraum, der vom Kirchenschiff aus dem 15. Jahrhundert deutlich abgesetzt ist. Schiff und Chor sind von einer stuckierten Holzbalkendecke überzogen, an der sich unter anderem auch die Wappen der Familien von Buttlar und von Riedesel befinden. Der Renaissancebildhauer Andreas Herber gestaltete Grabplatten für die Kirche.
Bei Grabungen 1979 wurden im Kircheninnern Mauerreste eines frühmittelalterlichen Vorgängerbaus gefunden, die möglicherweise bereits auf das 8. Jahrhundert zu datieren sind. Dieser Vorgängerbau scheint auf einem frühmittelalterlichen Gräberfeld errichtet worden zu sein.

## Heimatmuseum
Im Bergtor des ehemaligen Guts unterhält der Geschichts- und Heimatverein Kirchberg ein kleines Heimatmuseum. Zu sehen sind zahlreiche Ausstellungsstücke aus Haus und Werkstatt, Stall und Scheune, Feld und Garten, dazu Schrift- und Bilddokumente, darunter auch Dokumente der Ausgrabungen aus den Jahren 1979/1980. Wertvolle frühmittelalterliche Ringe, Keramikscherben und Münzen aus der Kirche sind hingegen im Hessischen Landesmuseum in Kassel ausgestellt.

## Vereine
Das kulturelle Leben gestalten die Ortsvereine und Interessengemeinschaften:
- Geschichts- und Heimatverein Kirchberg e. V.[12]
- Freiwillige Feuerwehr Kirchberg 1934 e. V.
- Angelfreunde Ems Kirchberg e. V.
- Angelsportverein Kirchberg e. V.
- FC Rot-Weiß 1902 Kirchberg e. V.
- Freizeit und Sport mit Pferden e. V.
- Falkensteiner Bund e. V. – Freunde historischer Darstellung des 14. Jahrhunderts
- Jugendclub „Treffpunkt Kirchberg“ 1975 e. V.
- Kirchberger Musikanten
- Landfrauenverein Kirchberg
- Seniorenkreis

## Naturdenkmale
- Großer Stein am Welsegraben

## Persönlichkeiten
- Gottfried Mannel (1812–1908), Chirurg und Augenarzt
- Max Barta (1900–1990), Maler und Grafiker